# Scott Thwaites
Scott Thwaites (* 12. Februar 1990 in Steeton) ist ein ehemaliger britischer Radrennfahrer.

## Sportliche Laufbahn
Scott Thwaites belegte 2005 in der Jugendklasse den dritten Platz bei der britischen Cyclocrossmeisterschaft in Abergavenny. Im nächsten Jahr wurde er Vizemeister in dieser Klasse und 2007 belegte er den zweiten Platz im Rennen der Juniorenklasse. Auf dem Mountainbike wurde er 2009 britischer Meister im Cross Country.
Auf der Straße fuhr Thwaites für das britische Continental Team Endura Racing, das 2013 im deutschen Professional Continental Team NetApp-Endura aufging. Im Jahr 2011 wurde er britischer U23-Meister im Straßenrennen. 2011 gewann er das Eintagesrennen Lincoln Grand Prix. 2014 errang Thwaites als Teil der englischen Auswahl beim Straßenrennen der Commonwealth Games in Glasgow die Bronzemedaille. Bei diesem Rennen waren 139 Fahrer gestartet, von denen wegen starken Regens lediglich zwölf das Ziel erreichten. Mit der Vuelta a España 2016 bestritt er seine erste Grand Tour und beendete die Rundfahrt als 107. der Gesamtwertung.
Zur Saison 2017 wechselte Thwaites zum südafrikanischen UCI WorldTeam Dimension Data, für das er im ersten Jahr beim UCI-WorldTour-Rennen Strade Bianche und die Tour de France als 107. beendete. Im März 2018 brach er sich bei einem Trainingssturz einen Wirbel und fiel für einen Großteil der Saison aus. Danach überlegte er angesichts von Kontakten zu anderen Radsportteams aber auch Angeboten außerhalb des Radsports seine Karriere als Sportler zu beenden.
In der Saison 2019 entschied sich Thwaites, für das britische Continental Team Vitus Pro Cycling zu fahren, mit dem er bei der Tour de Yorkshire auf den achten Platz der Gesamtwertung kam. In der Folgesaison kehrte er in den professionellen Radsport zurück und wurde Mitglied im Team Alpecin-Fenix. In den drei Jahren im Team blieb er jedoch ohne zählbare Erfolge.
Nach der Saison 2022 beendete Thwaites im Alter von 32 Jahren seine Karriere als Radrennfahrer.

## Erfolge
2009
- Britischer Meister – MTB Cross Country

2011
- Britischer Meister – Straßenrennen (U23)

2014
- Commonwealth Games – Straßenrennen

## Grand-Tour-Platzierungen
| Grand Tour            | 2016 | 2017 | 2018 | 2020 | 2021 |
| --------------------- | ---- | ---- | ---- | ---- | ---- |
| Giro d’ItaliaGiro     | –    | –    | –    | –    | –    |
| Tour de FranceTour    | –    | 107  | –    | –    | –    |
| Vuelta a EspañaVuelta | 116  | –    | –    | –    | 134  |